# Menade

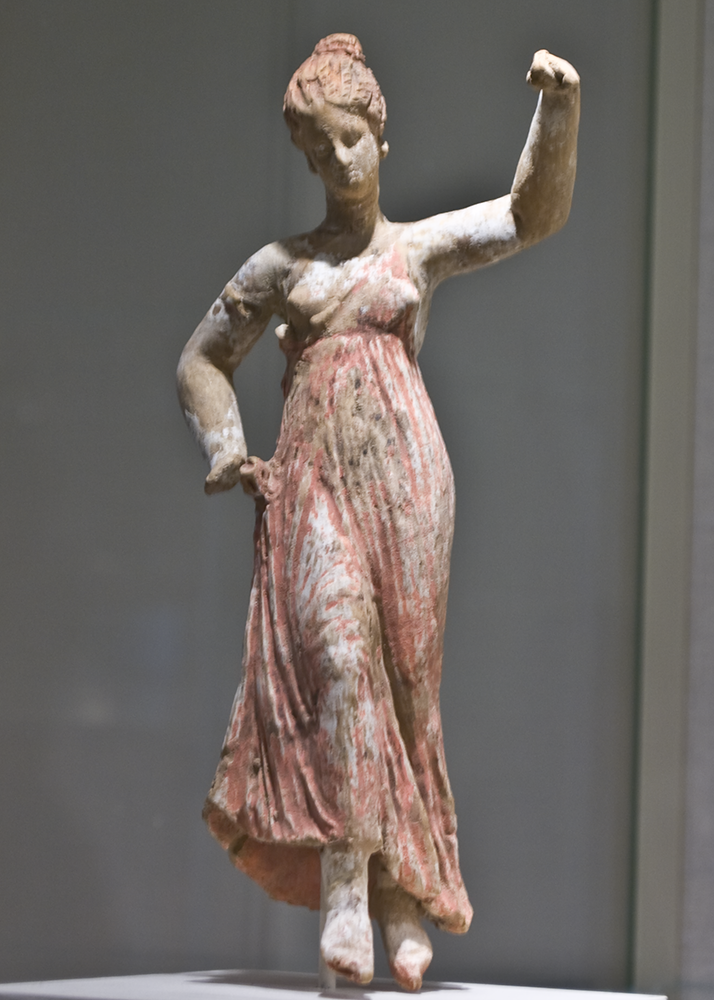
Menadă dansând

Menadele au fost, în mitologia greacă, nimfele care l-au crescut pe Dionis. Devenind mai târziu însoțitoarele lui Dionis, menadele făceau parte din cortegiul lui și erau posedate de o furie mistică.

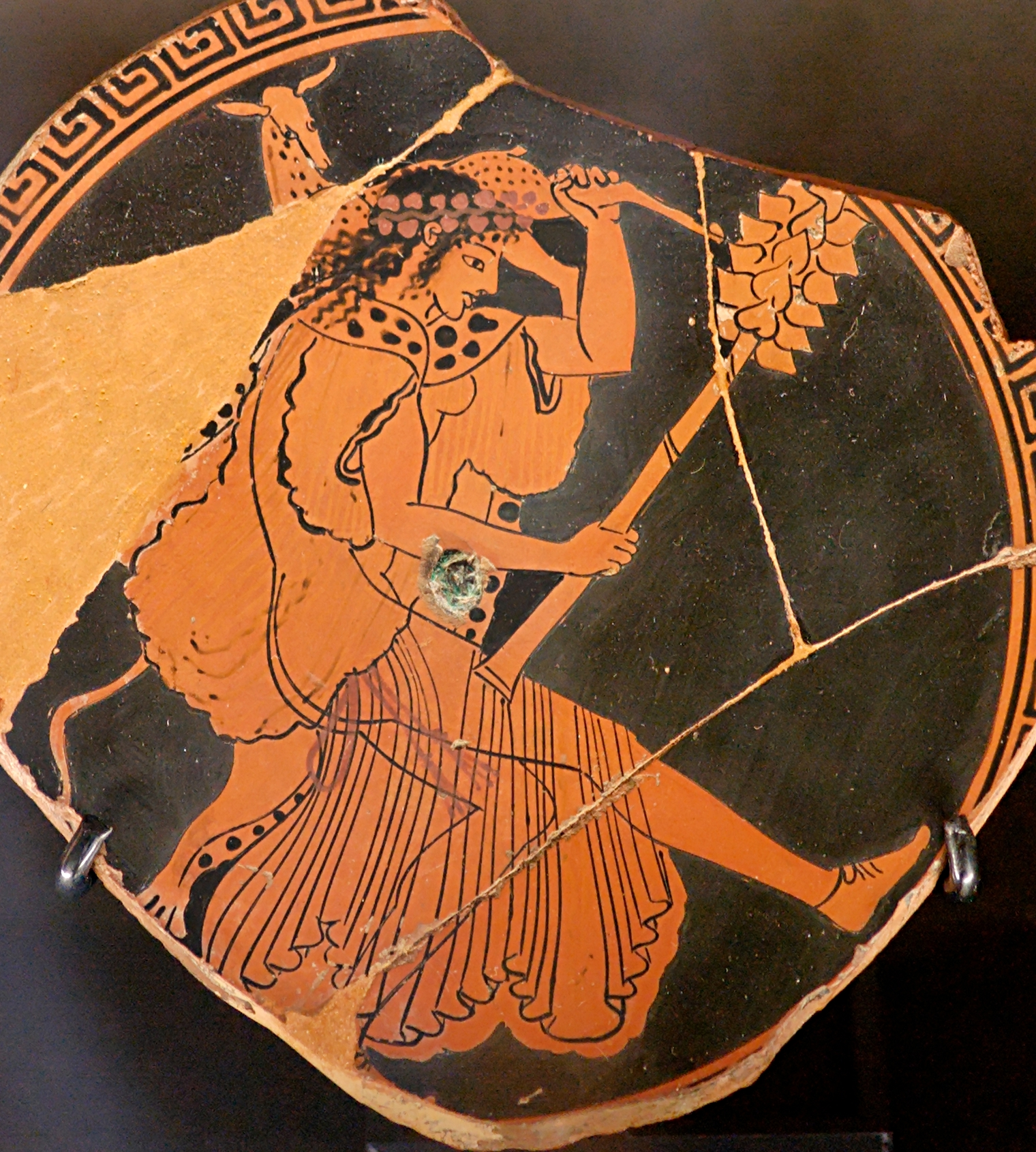
Menadă purtând un thyrsus (frescă de la Muzeul Louvre)

Numele lor se traduce prin „aiurite” (exaltate). Adesea, menadele erau descrise ca inspirate de Dionis într-o stare de extaz și frenezie, datorită unei combinații între dans și beție. În această stare își pierdeau auto-controlul, începeau să strige excitate, se angajau în activități sexuale necontrolate și efectuau vânători rituale dezmembrând animale (uneori și bărbați sau copii), devorându-le carnea crudă. În timpul acestor ritualuri, menadele se îmbrăcau în piele de cerb și purtau un tirs, un băț îmbrăcat în iederă sau foi de viță de vie, având la capăt un mănunchi de frunze; purtau cununi de iederă în jurul capului și deseori manevrau sau purtau șerpi.
În mitologia romană se numeau bacante.